# Ariobarzane II di Cappadocia
Ariobarzane II Filopatore (in greco antico: Ἀριοϐαρζάνης Φιλοπάτωρ, Ariobarzánēs Philopátōr, "amico di suo padre"; fl. I secolo a.C.) è stato re della Cappadocia dal 63 al 51 a.C..
Diventa re dopo l'abdicazione di suo padre Ariobarzane I Filoromano. Sua moglie come sua madre, figlia del vicino re del Ponto Mitridate VI, si chiamava Athenais che sembra indicare la possibilità che egli avesse sposato sua sorella, come era in uso allora tra i regnanti dell'Asia ellenistica.
Ammiratore della cultura greca, fece restaurare l'Odeon di Atene che era stato incendiato durante l'assedio di Atene (87 a.C.) di Silla.
Non molto capace di governare, richiese l'aiuto di Gabinio nel 57 a.C. per respingere i suoi nemici. Riuscì a mantenersi sul trono otto anni prima di cadere vittima, secondo Cicerone, di una congiura di cui si ignorano i dettagli.
Gli succedettero i suoi figli Ariobarzane III Eusebio Filoromano e quindi Ariarate X Eusebio Filadelfo.